# Jabir ibn Hayyan
Abu Mūsā Jābir ibn Hayyān (tiếng Ả Rập: جابر بن حیان, tiếng Ba Tư: جابر بن حیان, thường đi kèm nisbah al-al-Bariqi, al-Azdi, al-Kufi, al-Tusi or al-Sufi; khoảng 721 – 815), cũng có tên khác là Geber, là một nhà bác học nổi bật: một nhà hóa học và nhà giả kim, nhà thiên văn học và chiêm tinh học, kỹ sư, nhà địa lý học, nhà triết học, nhà vật lý, dược sĩ và bác sĩ. Sinh ra và lớn lên tại Tus, sau đó ông đã di chuyển đến Kufa. Đôi khi ông được coi là cha đẻ của hóa học thời kỳ đầu.
Kể từ đầu thế kỷ 10, định danh và nội dung chính xác công trình của Jabir đã gây tranh cãi trong giới Hồi giáo. Tên của ông đã được Latin hóa thành "Geber" trong các nước phương Tây và vào thế kỷ 13 tại châu Âu có một tác giả ẩn danh, thường được gọi là Geber nhái, đã viết ra hàng loạt tác phẩm về giả kim thuật và luyện kim dưới bút danh Geber.